# Ако не иде влак
„Ако не иде влак“ е български игрален филм (късометражен, драма) от 1967 година на режисьора Едуард Захариев, по сценарий на Георги Мишев. Оператор е Борис Янакиев. Музиката във филма е композирана от Кирил Дончев.

## Актьорски състав
- Андрей Аврамов – Младият инженер
- Наум Шопов – Инсрукторът Димо
- Кирил Янев – Инспекторът Ангелов
- Георги Георгиев – Гочето – Орфей, техническият ръководител
- Стефан Мавродиев – Студент
- Илка Зафирова – Ванчето
- Люба Алексиева
- Тотьо Нанков
- Невена Симеонова